# Jonquières-Saint-Vincent
Jonquières-Saint-Vincent este o comună în departamentul Gard din sudul Franței. În 2009 avea o populație de 3.097 de locuitori.

## Evoluția populației
| An        | 1975  | 1982  | 1990  | 1999  | 2006  | 2009  |
| --------- | ----- | ----- | ----- | ----- | ----- | ----- |
| Populație | 1.499 | 1.825 | 2.260 | 2.745 | 2.933 | 3.097 |